# 가오밍구

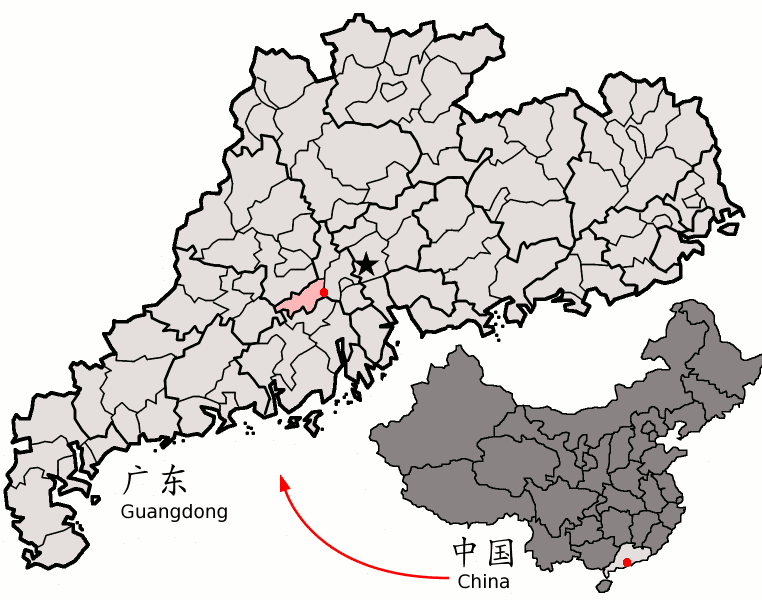
가오밍 구의 위치

가오밍구(한국어: 고명구, 중국어: 高明区, 병음: Gāomíng Qū)는 중화인민공화국 광둥성 포산 시의 현급 행정구역이다. 넓이는 960km2이고, 인구는 2007년 기준으로 290,000명이다.

## 기후
1월 평균기온은 12℃, 7월 평균기온은 27℃이다. 연평균 강수량은 1702mm이다.

## 경제
가오밍에는 금, 구리, 텅스텐 등의 광물이 매장되어있다. 가오밍은 또한 광둥 성의 중요한 직물과 식료품 생산지이다.

## 교통
가오밍은 아직 교통 체계에 완전히 통합되지 못했다. 광저우-마오밍 간 철도와 광저우-포산-카이핑 고속도로 모두 현을 거치지 않는다. 가오밍에는 서강에 면한 하항이 있다.

## 행정 구역
1개 가도, 3개 진을 관할한다.
- 가도: 荷城街道
- 진: 杨和镇 , 更合镇 , 明城镇